# National Association of Professional Base Ball Players
National Association of Professional Base Ball Players (NAPBBP), eller blot National Association (NA), var en baseballliga, som blev grundlagt i 1871 og som lukkede efter 1875-sæsonen. Den efterfulgte National Association of Base Ball Players (NABBP), og optog flere af dennes medlemsklubber. Den efterfulgtes af National League, som blev dannet af nogle af de tilbageværende klubber, og som fortsat eksisterer som en del af Major League Baseball.
NA var den første professionelle baseballliga. Dens status som major league er omdiskuteret. Major League Baseball og Baseball Hall of Fame anerkender den ikke som en major league, men NA bestod af de fleste af de daværende professionelle klubber. Dens spillere, managers og dommere er medtaget blandt de "major leaguers", som definerer scopet for mange leksika og mange databaser udviklet af Society for American Baseball Research eller Retrosheet.
Adskillige faktorer begrænsede ligaens lisvtid:
- Ét hold (Boston) dominerede ligaen
- Franchise-ustabilitet: flere hold var placeret i for små byer, til at kunne understøtte et professionelt baseballhold økomonisk.
- Mangel på en central myndighed
- Mistanke om aftalt spil

## Tidslinje
- 1869: Den tidligere amatørliga, National Association of Base Ball Players, opretter en professionel kategori.
- 1869–70: Cincinnati Red Stockings demonstrerer, at professionel baseball er muligt at drive som virksomhed.
- 1871: Adskillinge klubber fra National Association of Base Ball Players bryder ud for at etablere den første professionelle liga, the National Association of Professional Base Ball Players (NA). Andre klubber grundlægger National Association of Amateur Base Ball Players. Den overlever dog ikke længe.
- 1876: Seks klubber fra NA og to udefra etablerer National League of Professional Base Ball Clubs: Boston Red Stockings, Hartford Dark Blues, New York Mutuals, Athletic of Philadelphia, Chicago Cubs og St. Louis Brown Stockings fra NA plus de uafhængeig klubber Louisville Grays og Cincinnati Red Stockings.

## Klubber
I det 19. århundrede var professionelle baseballklubber ofte kendt ved det som nu betragtes som en kælenavn, eftersom det dengang faktisk var klubbens navn. Denne praksis stammede fra amatørtiden. Encyclopedia of Baseball har forsøgt at passe navnene ind i en moderne kontekst, og intoducerede dermed måske noget forvirring. I nedenstående liste er navnene med fed skrift de navne, som samtidige aviser oftest brugte i stillinger o.lign., mens de efterfølgende navne er dem, som holdene typisk omtales som i dag, hvilket følger standarden fra Encyclopedia of Baseball.
- Boston – Boston Red Stockings (1871–1875)
- Chicago – Chicago White Stockings (1871, 1874–1875)
- Forest City – Cleveland Forest Citys (1871–1872)
- Kekionga – Fort Wayne Kekiongas (1871)
- Mutual – New York Mutuals (1871–1875)
- Athletic – Philadelphia Athletics (1871–1875)
- Forest City – Rockford Forest Citys (1871) (en anden ligaklub med samme navn som den fra Cleveland)
- Troy – Troy Haymakers (1871–1872)
- Olympic – Washington Olympics (1871–1872)
- Atlantic – Brooklyn Atlantics (1872–1875)
- Eckford – Brooklyn Eckfords (1872)
- Lord Baltimore – Baltimore Canaries (1872–1874)
- Mansfield – Middletown Mansfields (1872)
- National – Washington Nationals (1872, 1875), Washington Blue Legs (1873) (disse var muligvis tre forskellige klubber, hvilket ville bringe antallet op på 25)
- Maryland – Baltimore Marylands (1873) (spillede på Madison Avenue Grounds)
- Philadelphia – Philadelphia White Stockings (1873-1875) (også kaldet "Pearls" eller "Phillies")
- Resolute – Elizabeth Resolutes (1873)
- Hartford – Hartford Dark Blues (1874–1875)
- Centennial – Philadelphia Centennials (1875)
- Elm City – New Haven Elm Citys (1875)
- St. Louis – St. Louis Brown Stockings (1875)
- St. Louis Reds – St. Louis Red Stockings (1875)
- Western – Keokuk Westerns (1875)

Listen overfor indeholder 23 klubber, hvilket muligvis er det laveste antal af basebalklubber, som nogen kilde angiver. Det højeste antal kan være 26, hvis man regner Chicago-holdene for to hold og National-holdene for tre hold.

## Mestre
| Sæson | Mester                 |
| ----- | ---------------------- |
| 1871  | Philadelphia Athletics |
| 1872  | Boston Red Stockings   |
| 1873  | Boston Red Stockings   |
| 1874  | Boston Red Stockings   |
| 1875  | Boston Red Stockings   |

## Formænd
- 1871: James W. Kerns
- 1872–1875: Robert V. Ferguson

## NA-spillere iBaseball Hall of Fame
- Cap Anson
- Candy Cummings
- Pud Galvin
- Jim O'Rourke
- Albert Spalding
- George Wright
- Harry Wright

## Rekorder
| Rekord            | Rekordholder    | Resultat |
| ----------------- | --------------- | -------- |
| Spillede kampe    | Andy Leonard    | 286      |
| Hits              | Ross Barnes     | 540      |
| Runs              | Ross Barnes     | 462      |
| Sejre som pitcher | Albert Spalding | 207      |
| Home runs         | Lip Pike        | 15       |
| Runs batted in    | Cal McVey       | 276      |